# Mahama Johnson Traoré
Pour les articles homonymes, voir Traoré.
Mahama Johnson Traoré, né en 1942 à Dakar et mort le 8 mars 2010 à Bagnolet,, est un cinéaste sénégalais.

## Biographie
Il est né en 1942 à Dakar. Il est le fils d'un homme d'affaires. Traoré a fait des études au Sénégal, au Mali et en France pour devenir ingénieur électronicien. À Paris, il arrête ses études pour suivre sa passion pour le cinéma. Il fréquente alors le Conservatoire libre du cinéma français, une école d'avant-garde inspirée par les cinémas allemand et italien ainsi que par les approches théoriques de l'ORTF française. Sa formation s'étoffe par des stages à la télévision française, puis au contact de techniciens européens.
Il s'est marié à Rokhaya Daba Diop et a eu quatre enfants : Ken Alice Traoré, Sidy Mahama Traoré Jr., Awa Tamaro Traoré et Kani Diarra Traoré.

### Films
Traoré est l'un des premiers réalisateurs de la génération post-indépendance, associés à des artistes comme Ousmane Sembène. De la fin des années 1960 au début des années 1980, Traoré fait des films en wolof ayant des messages sociaux forts. Ses films les plus connus sont Diankha-bi (La Jeune fille en wolof, 1968), qui gagne le grand prix au Festival du film de Dinard, et sa suite Diègue-Bi (La Femme, 1970). Le féminisme marquant dans ces films est récurrent dans toute son œuvre, de même que le panafricanisme et la lutte contre les injustices de l'autorité. On retrouve cela dans Njangaan (Le Disciple, 1975), qui raconte l'histoire d'un jeune garçon qui fuit un père violent et devient la proie d'un enseignant tout aussi abusif. Des journaux ont noté la coïncidence que Traoré est mort le jour de la Journée internationale des femmes de 2010,.
Pour Michel Amarger, « ses films creusent la voie d'un cinéma d'auteur, attaché à pointer les disfonctionnements [sic] du Sénégal pour les changer ». Il dirige huit épisodes de la série Fann Océan (1992), employant avec succès la satire sociale pour livrer des tranches de vie de Dakar. « Les intrigues qui s'y nouent, l'individualisme qui s'y propage, sont soulignés par le cinéaste, comme la solidarité populaire à laquelle il aspire », ajoute Amarger.
Traoré travaillait à un drame historique (Nder ou les flammes de l’honneur), coécrit avec le producteur algérien Mariem Hamidat, à l'heure de sa mort. Ce drame raconte l'histoire des femmes de la ville de Nder dans le royaume sénégalais de Waalo qui se sont suicidées plutôt que de se rendre aux envahisseurs maures en 1820.

### Responsabilités et distinctions
De 1977 à 1983, Traoré est secrétaire général de la  Fédération panafricaine des cinéastes, FEPACI, succédant à Ababacar Samb Makharam,. De 1983 à 1985, il est directeur de la Société nationale de production cinématographique du Sénégal (SNPC). Dans tous ces postes, il joue un rôle proéminent dans les relations entre les États africains et les réalisateurs. Manthia Diawara le cite en disant qu'il n'y a pas un seul film réalisé au Sénégal pendant les années 1970 qui n'ait pas reçu une forme de soutien étatique de la part d'organes de gouvernement tels que la Société nationale de production cinématographique (SNPC), les "Actualités Sénégalaises", et le "Service du Cinéma", qui fournit des films pour les ministères, souvent sans contrôle ministériel sur le sujet ou le contenu.
Il est aussi fondateur, éditeur de 2008 du magazine des arts panafricains, Cahiers d’Afrique. Actif au FESPACO et réalisant des films jusqu'à sa mort, il est décoré Chevalier de l’Ordre des arts, des lettres et de la communication par le gouvernement du Burkina Faso. En juillet 2009, il est membre du Jury au deuxième Festival panafricain d'Alger (PANAF).

### Décès
Il meurt le 8 mars 2010 à Bagnolet, après avoir souffert d'une longue maladie des reins et il est enterré dans le cimetière musulman de Yoff, près de Dakar.

## Filmographie
- 1968 : Diankha-bi (La Jeune fille)
- 1969 : L’Enfer des innocents
- 1970 : Diègue-Bi (La Femme)
- 1971 : L’Étudiant africain face aux mutations
- 1971 : L’Exode rural
- 1972 : Lambaye (Truanderie)
- 1972 : Reou-Takh (La Ville en dur)
- 1974 : Garga M’Bossé (Cactus)
- 1975 : Njangaan (N'Diangane, Le Disciple)
- 1980 : Sarax si (Le Revenant)
- 1982 : La Médecine traditionnelle
- 1992 : Fann Ocean (série télévisée, 8x26')
- 1997 : Cannes 97, 50ème anniversaire
- 2008 : Mambéty for ever
- 2010 : Nder (projet)